# Lamarche-sur-Saône
Lamarche-sur-Saône es una comuna francesa situada en el departamento de Côte-d'Or, en la región de Borgoña-Franco Condado.

## Demografía
| 1324 | 1206 | 1130 | 1256 | 1223 | 1201 | 1359 |
| Para los censos de 1962 a 1999 la población legal corresponde a la población sin duplicidades (Fuente: INSEE [Consultar]) |      |      |      |      |      |      |